# امپراتوری سندی
امپراتوری سندی (به انگلیسی: Empire Sandy) یک کشتی است که طول آن ۱۳۵ فوت (۴۱٫۱۵ متر) و ارتفاع آن 116 feet (schooner) می‌باشد. این کشتی در سال ۱۹۴۲ ساخته شد.